# Liodoryctes atriceps
Liodoryctes atriceps är en stekelart som beskrevs av Turner 1918. Liodoryctes atriceps ingår i släktet Liodoryctes och familjen bracksteklar. Inga underarter finns listade i Catalogue of Life.